# Vert-en-Drouais
Vert-en-Drouais är en kommun i departementet Eure-et-Loir i regionen Centre-Val de Loire strax norr om centrala Frankrike. Kommunen ligger i kantonen Dreux-Ouest som tillhör arrondissementet Dreux. År 2022 hade Vert-en-Drouais 1 119 invånare.

## Befolkningsutveckling
Antalet invånare i kommunen Vert-en-Drouais
Referens:INSEE